# اچ.دی. دوی گودا
اچ. دی. دوی گودا (انگلیسی: H. D. Deve Gowda؛ زادهٔ ۱۸ مهٔ ۱۹۳۳) سیاست‌مدار اهل هند است.
وی یازدهمین نخست‌وزیر هند از ۱۹۹۶ تا ۱۹۹۷ بوده‌است.